# Публічні бібліотеки Києва
Список публічних бібліотек Києва

## Міські публічні бібліотеки
| Назва                                                    | Адреса                                 |
| -------------------------------------------------------- | -------------------------------------- |
| Публічна бібліотека імені Л. Українки                    | вул. Кониського, 83/85                 |
| Центральна міська бібліотека імені Т. Шевченка для дітей | Берестейський просп., 25               |
| Міська спеціалізована молодіжна бібліотека               | вул. Гетьмана Павла Скоропадського, 49 |

## Голосіївський район
| Назва                                        | Адреса                                                                |
| -------------------------------------------- | --------------------------------------------------------------------- |
| Центральна районна бібліотека «Голосіївська» | вул. Юлії Здановської, 24 вул. Маричанська, 9 (відділ обслуговування) |
| Бібліотека імені М. Гоголя                   | вул. Велика Васильківська, 136                                        |
| Бібліотека імені П. Панча                    | вул. Велика Васильківська, 90                                         |
| Бібліотека «Деміївська»                      | пр-т Голосіївський, 46/1                                              |
| Бібліотека імені М. Стельмаха                | вул. Композитора Лятошинського, 26-г                                  |
| Бібліотека № 152 сімейного читання           | вул. Академіка Заболотного, 20-а                                      |
| Бібліотека імені М. Рильського               | вул. Велика Китаївська, 83                                            |
| Бібліотека імені М. Вовчка                   | пр-т Науки, 63                                                        |
| Бібліотека сімейного читання                 | Столичне шосе, 35                                                     |
| Бібліотека № 15 для дітей                    | вул. Набережно-Корчуватська, 92                                       |
| Бібліотека імені В. Симоненка для дітей      | вул. Антоновича, 25                                                   |
| Бібліотека імені М. Коцюбинського для дітей  | пр-т Голосіївський, 97-а                                              |
| Бібліотека імені Н. Забіли для дітей         | пр-т Науки, 4                                                         |
| Бібліотека № 142 для дітей                   | вул. Композитора Лятошинського, 26-г                                  |

## Дарницький район
| Назва                                             | Адреса                              |
| ------------------------------------------------- | ----------------------------------- |
| Центральна районна бібліотека імені Василя Стуса  | вул. Здолбунівська, 3-a             |
| Бібліотека № 117 для дітей                        | пр-т. Миколи Бажана, 32-a           |
| Бібліотека № 133                                  | вул. Степана Олійника, 10           |
| Бібліотека № 143                                  | Бортничі, вул. Євгенія Харченка, 47 |
| Бібліотека імені М. Руденка                       | пр-т Миколи Бажана, 7-є             |
| Бібліотека № 157 для дітей                        | вул. Архітектора Вербицького, 9-і   |
| Бібліотека № 159                                  | вул. Костянтина Заслонова, 18       |
| Бібліотека № 160                                  | просп. Петра Григоренка, 22-20      |
| Бібліотека імені Ю. Смолича                       | вул. Здолбунівська, 3-а             |
| Бібліотека імені Грицька Бойка                    | вул. Вереснева, 9                   |
| Бібліотека сімейного читання імені С. Руданського | вул. Ревуцького, 6                  |
| Бібліотека імені А. Чехова                        | вул. Поліська, 6                    |
| Бібліотека імені Г. Квітки-Основ'яненка           | вул. Завальна, 1-в                  |

## Деснянський район
| Назва                                                   | Адреса                       |
| ------------------------------------------------------- | ---------------------------- |
| Центральна районна бібліотека імені Павла Загребельного | вул. Рональда Рейгана, 6     |
| Бібліотека-філіал № 1                                   | пр-т Броварський, 89-а       |
| Бібліотека імені С. Олійника                            | вул. Кубанської України, 22  |
| Бібліотека імені В. Кучера                              | вул. Ореста Левицького, 9/21 |
| Бібліотека № 151                                        | вул. Сержа Лифаря, 8         |
| Бібліотека № 115 для дітей                              | вул. Оноре де Бальзака, 28   |
| Бібліотека № 119 для дітей                              | вул. Кубанської України, 22  |
| Бібліотека імені Ю. Гагаріна для дітей                  | вул. Ореста Левицького, 9/21 |

## Дніпровський район
| Назва                                         | Адреса                                  |
| --------------------------------------------- | --------------------------------------- |
| Центральна районна бібліотека імені П. Тичини | вул. Митрополита Андрея Шептицького, 24 |
| Бібліотека на Русанівці                       | вул. Ентузіастів, 29                    |
| Бібліотека імені Миколи Куліша                | вул. Плеханова, 4-б                     |
| Бібліотека на Воскресенці                     | вул. Остафія Дашкевича, 9               |
| Бібліотека імені В. Сосюри                    | Харківське шосе, 13                     |
| Бібліотека № 137                              | пр-т Романа Шухевича, 4-а               |
| Бібліотека імені А. Малишка                   | вул. Миропільська, 19                   |
| Бібліотека імені О. Олеся                     | пр-т Леоніда Каденюка, 19\30            |
| Бібліотека № 158                              | вул. Алматинська, 109                   |
| Бібліотека імені В. Яна                       | пр-т Миру, 15                           |
| Бібліотека імені П. Усенка для дітей          | вул. Івана Миколайчука, 7               |
| Бібліотека № 134 для юнацтва                  | вул. Сірожупанників, 28                 |
| Бібліотека імені Є. Кравченка для юнацтва     | вул. Ентузіастів, 51/24                 |
| Бібліотека імені П. Буйка для дітей           | Воскресенський просп., 15               |
| Бібліотека імені Г. Тютюнника для дітей       | вул. Плеханова, 4-6                     |
| Бібліотека № 16 для дітей                     | вул. Празька, 24                        |
| Бібліотека № 118 для дітей                    | вул. Андрія Малишка, 25/1               |
| Бібліотека імені І. Сергієнка для дітей       | вул. Дмитра Багалія, 8                  |

## Оболонський район
| Назва                                            | Адреса                           |
| ------------------------------------------------ | -------------------------------- |
| Центральна публічна районна бібліотека «Почайна» | пр-т Оболонський, 16             |
| Бібліотека імені П. Мирного                      | вул. Юрія Кондратюка, 4-б        |
| Бібліотека імені С. Вургуна                      | вул. Олександра Архипенка, 3     |
| Бібліотека № 138                                 | вул. Зої Гайдай, 5               |
| Публічна бібліотека «Сузір'я»                    | вул. Казанська, 20               |
| Бібліотека імені Героїв Небесної Сотні для дітей | пр-т Володимира Івасюка, 51-б    |
| Бібліотека імені О. Пчілки для дітей             | вул. Олександра Архипенка, 3     |
| Бібліотека на Пріорці для дітей                  | вул. Вишгородська, 38            |
| Бібліотека «Дивосвіт» для дітей                  | пр-т Маршала Рокоссовського, 3-б |
| Бібліотека «Мрія» для дітей                      | вул. Героїв Дніпра, 35           |
| Бібліотека «Обрій» для дітей                     | вул. Попова, 12                  |

## Печерський район
| Назва                                     | Адреса                       |
| ----------------------------------------- | ---------------------------- |
| Центральна районна бібліотека «Печерська» | бул. Лесі Українки, 7        |
| Бібліотека імені О. Вишні                 | вул. Михайла Грушевського, 9 |
| Бібліотека імені Катерини Білокур         | вул. Катерини Білокур, 14    |
| Бібліотека «Книголюб»                     | вул. Генерала Алмазова, 14   |
| Бібліотека № 149                          | вул. Липська, 12/5           |
| Бібліотека № 150                          | вул. Іоанна Павла II, 19     |
| Бібліотека «Світогляд»                    | вул. Станіславського, 3      |
| Бібліотека «Всесвіт»                      | вул. Шота Руставелі, 17      |
| Бібліотека імені М. Трублаїні для дітей   | бул. Марії Приймаченко, 7    |
| Бібліотека № 8 для дітей                  | вул. Арсенальна, 17          |
| Бібліотека «Веселка» для дітей            | вул. Лабораторна, 12         |
| Бібліотека для дітей «Джерело»            | вул. Шовковична,46-48        |

## Подільський район
| Назва                                                | Адреса                       |
| ---------------------------------------------------- | ---------------------------- |
| Центральна районна бібліотека імені І. Франка        | вул. Кирилівська, 117        |
| Бібліотека сімейного читання імені Анатолія Дімарова | вул. Олени Теліги, 55        |
| Бібліотека імені В. Некрасова                        | вул. Волоська, 33            |
| Бібліотека на Вишгородській                          | вул. Вишгородська, 29        |
| Бібліотека імені Д. Джабаєва                         | вул. Перемишльська, 11/13    |
| Бібліотека імені А. Головка                          | пр-т Правди, 96              |
| Етнобібліотека                                       | пр-т Свободи, 15/1           |
| Бібліотека № 11                                      | вул. Івана Виговського, 20-а |
| Бібліотека № 123 для дітей                           | пр-т Свободи, 2-в            |
| Бібліотека імені Ю. Збанацького для дітей            | пр-т Свободи, 28-а           |
| Бібліотека імені О. Копиленка для дітей              | Кирилівська вул., 118/2      |
| Бібліотека на Межигірській                           | вул. Межигірська, 25         |
| Бібліотека імені Ганни Чубач для дітей               | пр-т Правди, 88-б            |

## Святошинський район
| Назва                                    | Адреса                           |
| ---------------------------------------- | -------------------------------- |
| Центральна районна бібліотека «Свічадо»  | бул. Жуля Верна, 13-в            |
| Бібліотека імені Гната Юри               | вул. Гната Юри, 5                |
| Бібліотека імені О. Герцена              | вул. Миколи Краснова, 12         |
| Бібліотека імені Махтумкулі              | вул. Зодчих, 6                   |
| Бібліотека імені В. Стефаника            | пров. Кам'янець-Подільський, 6-а |
| Бібліотека імені Н. Рибака для юнацтва   | вул. Петрицького, 5/9            |
| Бібліотека «Джерело»                     | вул. Симиренка, 5-а              |
| Бібліотека «Книжкова світлиця» для дітей | вул. Зодчих, 30/6                |
| Бібліотека «Промінець» для дітей         | вул. Миколи Краснова, 10         |
| Бібліотека імені М. Дубова для дітей     | вул. Миколи Ушакова, 12          |

## Солом'янський район
| Назва                                                  | Адреса                         |
| ------------------------------------------------------ | ------------------------------ |
| Центральна районна бібліотека імені Григорія Сковороди | вул. Освіти, 14-а              |
| Бібліотека сімейного читання імені Ігоря Шамо          | вул. Героїв Севастополя, 22    |
| Бібліотека «Солом'янська»                              | вул. Кавказька, 7              |
| Бібліотека імені М. Бажана                             | пр-т Валерія Лобановського, 37 |
| Бібліотека імені М. Реріха                             | вул. Єреванська, 12            |
| Бібліотека імені Михайла Слабошпицького                | вул. Новгород-Сіверська, 5     |
| Бібліотека сімейного читання імені О. Гончара          | вул. Шепелєва, 13              |
| Бібліотека № 11                                        | вул. Андрія Мельника, 21       |
| Бібліотека № 13                                        | пр-т Відрадний, 14/45          |
| Бібліотека імені О. Довженка                           | вул. Західна, 11               |
| Бібліотека «Преображенська» для дітей                  | вул. Максима Кривоноса, 19     |
| Бібліотека імені Івана Багряного для дітей             | вул. Донецька, 57-а            |
| Бібліотека імені Є. Гуцала для дітей                   | бул. Вацлава Гавела, 34        |
| Бібліотека № 15 для дітей                              | вул. Олекси Тихого, 36         |
| Бібліотека імені О. Донченка для дітей                 | вул. Єреванська, 13, корп. 1   |
| Бібліотека імені В. Нестайка для дітей                 | вул. Солом'янська, 33          |
| Бібліотека імені І. Світличного для дітей              | пр-т Повітрофлотський, 12      |

## Шевченківський район
| Назва                                             | Адреса                           |
| ------------------------------------------------- | -------------------------------- |
| Центральна районна бібліотека імені Є. Плужника   | вул. Віктора Ярмоли, 4           |
| Бібліотека імені М. Костомарова                   | вул. Данила Щербаківського, 51-в |
| Бібліотека імені Т. Шевченка                      | вул. Половецька, 14-а            |
| Бібліотека імені А. Міцкевича                     | вул. Івана Франка, 16/2          |
| Бібліотека імені О. Шварцмана                     | вул. Стрітенська, 4/13           |
| Бібліотека імені В. Винниченка                    | вул. Велика Житомирська, 26      |
| Бібліотека на Дегтярівській                       | вул. Дегтярівська, 32            |
| Бібліотека № 149                                  | вул. Золотоустівська, 2          |
| Бібліотека № 135                                  | вул. Салютна, 19                 |
| Бібліотека імені С. Скляренка                     | вул. Олеся Гончара, 75           |
| Бібліотека № 132                                  | пров. Зеленого Клину, 8          |
| Спеціалізована юнацька бібліотека імені О. Теліги | вул. Данила Щербаківського, 33   |
| Бібліотека № 101                                  | вул. Коперника, 27               |
| Бібліотека № 101 (пункт видачі)                   | вул. Старокиївська, 26           |
| Бібліотека імені І. Котляревського                | вул. Максима Берлинського, 4     |
| Бібліотека імені А. Костецького для дітей         | пров. Артилерійський, 1-а        |
| Бібліотека імені С. Васильченка для дітей         | вул. Половецька, 7/13            |
| Бібліотека імені Дмитра Білоуса для дітей         | вул. Олени Теліги, 35            |
| Бібліотека № 9 для дітей                          | вул. Білоруська, 34              |
| Бібліотека № 122 для дітей                        | вул. Кудрявська, 2               |